# Merton (Wisconsin)
Merton è un villaggio degli Stati Uniti d'America, situato in Wisconsin, nella contea di Waukesha.